# Borealophlyctis paxensis
Borealophlyctis paxensis är en svampart som beskrevs av Letcher 2008. Borealophlyctis paxensis ingår i släktet Borealophlyctis och familjen Borealophlyctidaceae.   Inga underarter finns listade i Catalogue of Life.